# محمدعلی پورمختار
محمدعلی پورمختار (زاده ۱۰ فروردین ۱۳۴۱) نظامی سابق سپاه پاسداران و نمایندهٔ دوره نهم و دورهٔ دهم و مجلس شورای اسلامی و عضو کمیسیون قضایی از حوزهٔ انتخابیهٔ بهار و کبودرآهنگ در استان همدان و رئیس کمیسیون اصل نود قانون اساسی بود.
او در ۱۵ مهر ۱۳۹۹ در همدان توسط وزارت اطلاعات دستگیر شد. معاون سیاسی انتظامی همدان دستگیری وی را تأیید کرد.

## زندگی‌نامه
محمدعلی پورمختار در سال ۱۳۴۱ شمسی در لالجین همدان متولد شد. وی دارای مدرک کارشناسی ارشد حقوق جزا و جرم‌شناسی از دانشگاه آزاد واحد تهران مرکزی و دکتری حقوق بین‌الملل می‌باشد. از سال ۱۳۵۹ در سپاه به فعالیت پرداخت
محمدعلی پورمختار نماینده سابق مجلس شورای اسلامی و رئیس کمیسیون اصل ۹۰ پارلمان در مجلس نهم بود.
پورمختار برای شرکت در انتخابات مجلس یازدهم هم ثبت‌نام کرده بود که از سوی شورای نگهبان ردصلاحیت شد.

## فساد و دستگیری
خبرگزاری فارس، روز شنبه ۱۹ مهرماه ۱۳۹۹، به نقل از خبرنگار پارلمانی خود نوشت، محمدعلی پورمختار نماینده سابق مجلس شورای اسلامی و رئیس کمیسیون اصل ۹۰ در مجلس نهم، مدتی است توسط دستگاه‌های اطلاعاتی و امنیتی بازداشت شده‌است.
وب‌سایت دیده‌بان ایران روز ۲۴ مهرماه ۱۳۹۹، در گزارشی نوشت که دلیل اصلی بازداشت پورمختار تبانی با جمال خشوعی، مدیر کل گمرگ استان همدان که او نیز عضو هیئت مدیره مؤسسه شمیم ولایت بوده و «واردات ملزومات مختلف از جمله گوشت به اسم محرومین و فروش آزاد آن» است. این وب‌سایت همچنین از «تخلفات گمرکی واردات سیگار» پورمختار خبر داد و نوشت که او در شهر بهار همدان به برخی کارخانه‌داران مراجعه کرده و گفته‌است که «باید برای ادامه فعالیت ۲۵ درصد سهام کارخانه را به نام او بزنند». این وب‌سایت از «پرونده کارخانه‌خواری» به عنوان یکی از دلایل ردصلاحیت پورمختار در انتخابات مجلس یازدهم نام برد.
به گفته پورمختار، او از سال ۹۲ در یک مؤسسه خیریه به نام «شمیم ولایت» رئیس هیئت مدیره بوده و این مؤسسه اواخر سال ۹۷ اقدام به «فروش بخشی از کالاهای دریافتی شامل برنج و گوشت و شکر در بازار» کرده و به همین جهت برای این مؤسسه پرونده قضایی تشکیل شده‌است. رئیس کمیسیون اصل ۹۰ مجلس نهم مدعی شده که این تخلف بدون اطلاع او صورت گرفته ولی در حال حاضر «مورد سؤال مرجع قضایی» قرار گرفته و «کار مؤسسه» هم تعطیل شده‌است.